# Franco Rossi (director)
Franco Rossi (Florència, Toscana, 28 d'abril de 1919 − Roma, 5 de juny de 2000) va ser un director i guionista italià.

## Biografia
Després d'estudiar dret, Rossi treballa per la ràdio abans de convertir-se en ajudant de direcció sobretot per a Mario Camerini i Renato Castellani. El 1950 realitza el seu primer film, I Falsari.
Rossi és sobretot conegut per haver estat un dels tres directors, amb Mario Bava i Piero Schivazappa, de L'Odissea, una telesèrie de vuit hores que adaptava el poema èpic d'Homer. Com a continuació de l'èxit de la sèrie, Rossi recomença el 1971 adaptant l'Eneida de Virgili. Durant els anys 80, realitza dues altres sèries històriques: Quo Vadis?, a partir de la història de Henryk Sienkiewicz, i Un Bambino di nome Gesù, una sèrie sobre la infantesa de Jesús que serà ben acollida.

## Filmografia

### com a director
- 1950: I Falsari
- 1952: Solo per te Lucia
- 1954: Il Seduttore
- 1955: Amici per la pelle
- 1958: Calypso
- 1958: Amore a prima vista
- 1959: Morte di un amico
- 1961: Odissea nuda
- 1962: Smog
- 1964: Tre notti d'amore
- 1964: Controsesso
- 1964: Alta infedeltà
- 1965: Les quatre nines (Le bambole)
- 1965: I Complessi
- 1966: Non faccio la guerra, faccio l'amore
- 1966: Les bruixes (Le Streghe)
- 1967: Una Rosa per tutti
- 1968: L'Odissea (fulletó TV)
- 1968: Capriccio all'italiana
- 1969: Giovinezza, giovinezza
- 1971: Enèida (TV)
- 1974: Il Giovane Garibaldi" (fulletó TV)
- 1974: Posa-hi l'altra galta (Porgi l'altra guancia), film
- 1976: Come una rosa al naso
- 1977: L'Altra metà del cielo
- 1982: Storia d'amore e d'amicizia (TV)
- 1985: Quo Vadis? (fulletó TV)
- 1987: Scialo, Lo (fulletó TV)
- 1987: Un bambino di nome Gesù (fulletó TV)
- 1993: Il giovane Pertini) (TV)
- 1994: Michele va alla guerra (TV)

### com a guionista
- 1953: La Passeggiata
- 1954: Il Seduttore
- 1955: Amici per la pelle
- 1958: Amore a prima vista
- 1959: Morte di un amico
- 1959: Tutti innamorati
- 1961: Odissea nuda
- 1966: Le Streghe
- 1967: Una Rosa per tutti
- 1968: L'Odissea" (fulletó TV)
- 1969: Giovinezza, giovinezza
- 1971: Eneida (TV)
- 1974: Il Giovane Garibaldi" (fulletó TV)
- 1975: Porgi l'altra guancia
- 1976: Come una rosa al naso
- 1977: L'Altra metà del cielo
- 1985: Quo Vadis ? (fulletó TV)
- 1987: Scialo, Lo (fulletó TV)
- 1987: Un Bambino di nome Gesù (fulletó TV)

## Premis i nominacions

### Nominacions
- 1955: Lleó d'Or per Amici per la pelle
- 1962: Lleó d'Or per Smog